# Носины
Носины — село в Моршанском районе Тамбовской области России. 
Входит в Новотомниковский сельсовет.

## География
Расположено у реки Цны), в 38 км к северу от центра города Моршанск, и в 122 км к северу от центра Тамбова.
На юге примыкает к селу Новотомниково.

## Население
| 2010 |
| ---- |
| 474  |

Согласно результатам переписи 2002 года, в национальной структуре населения русские составляли 95 % от жителей.